# Biophytum cowanii
Biophytum cowanii är en harsyreväxtart som beskrevs av T. Wendt. Biophytum cowanii ingår i släktet Biophytum och familjen harsyreväxter. Inga underarter finns listade i Catalogue of Life.